# Encontro e Desencontro
Encontro e desencontro é uma escultura e monumento de Arcangelo Ianelli. A data de criação é 2002, data do octagésimo aniversário do escultor. A obra foi produzida com mármore. Suas medidas são: 2,34 metros de altura e 1,4 metro de largura. Está localizado no Jardim da Luz e integra o acervo da Pinacoteca do Estado de São Paulo.

A escultura faz parte de um conjunto de obras de Ianelli espalhadas por São Paulo, com o mesmo estilo: rigor formal e definição precisa. É uma das 32 peças do conjunto escultórico e artístico do Jardim da Luz.